# National Highway 44
National Highway 44 (NH 44) ist eine Hauptfernstraße im Nordosten des Staates Indien mit einer Länge von 630 Kilometern. Sie beginnt in der Hauptstadt des Bundesstaates Meghalaya, Shillong, am NH 40 und führt nach 184 km durch diesen Bundesstaat weitere 111 km durch den benachbarten Bundesstaat Assam. Schließlich führt sie 335 km lang durch den Bundesstaat Tripura vorbei an dessen Hauptstadt Agartala bis an die Grenze mit Bangladesch in Sabroom.